# Carroll Dale
College Football Hall of Fame 1987
(en) Statistiques sur pro-football-reference
Carroll Wayne Dale (né le 24 avril 1938) est un joueur américain de football américain évoluant au poste de wide receiver pour les Rams de Los Angeles, les Packers de Green Bay et les Vikings du Minnesota entre 1960 et 1673. Élu au Hall of Fame des Packers, il remporte trois titres de champions en 1965, 1966 et 1967 ainsi que deux Super Bowls, les deux premiers : I et II. Son maillot 84 a été retiré par l'Université d'État de Virginie.